# Питиуски острови
Питиуските острови са група острови в западната част на Средиземно море, влизащи в състава на Балеарските острови. Площ 654,28 km², население 161 369 (2006 г.). Най-големите от Питиуските острови са Ибиса и Форментера, разделени помежду си от морски проток. Често тези два острова са наричани съответно „Питиуса майор“ и „Питиуса минор“. Освен тях, в състава на Питиуските острови влизат още малките островчета Еспалмадор, Еспардел, Тагомаго, Конехера, Пенхат, Ведра и Ведранел, които са необитаеми. Релефът на островите е хълмист с височина до 475 m на остров Ибиса и 192 m на остров Форментера. изградени са предимно от варовици и мергели със силно развити карстови форми. Климатът е средиземноморски, а растителността е представена от средиземноморски ландшафти. Развива се субтропично земеделие, риболов, добив на кеменна сол и туризъм. Най-голямо селище град Ибиса.